# Dzorakap
Dzorakap là một đô thị thuộc tỉnh Shirak, Armenia. Dân số ước tính năm 2011 là 1222 người.